# Klara Livk
Klara Livk, slovenska alpska smučarka, * 22. december 1994. 
Livk je bila članica kluba SK Alpetour. Nastopila je na svetovnih mladinskih prvenstvih v letih 2012 in 2015, svojo najboljšo uvrstitev je dosegla leta 2012 z 18. mestom v slalomu. V svetovnem pokalu je med letoma 2016 in 2020 nastopila na sedemnajstih slalomih. Debitirala je 12. januarja 2016 na tekmi v Flachau, kjer je odstopila v prvi vožnji, edinkrat se je uvrstila v finale na tekmi za Zlato lisico v Kranjski Gori 7. januarja 2018, ko je odstopila v drugi vožnji.